# Honda S660
Honda S660 – samochód osobowy produkowany przez japoński koncern motoryzacyjny Honda Motor Company od 2015 roku. Premiera pojazdu po raz pierwszy odbyła się podczas salonu motoryzacyjnego w Tokio pod koniec listopada 2013 roku. Auto nie jest następcą Hondy S2000, lecz jej "mniejszym bratem". Samochód odwoływać ma do lat 60. XX wieku, kiedy to Honda produkowała modele S600 i S800. Bazuje na wersji koncepcyjnej z 2011 roku pod nazwą EV Ster.
Samochód napędzany jest turbodoładowanym, trzycylindrowym silnikiem benzynowym o pojemności 660 cm3 i mocy 64 KM.
Pojazd posiada agresywny design. Środek pojazdu wykończono włóknem węglowym. W konsoli centralnej umieszczono dotykowy ekran pełniący m.in. rolę zegarów. 
W sierpniu 2015 roku ogłoszono, że cała produkcja przeznaczona na rok 2015 (8600 egzemplarzy) została sprzedana, a kolejne zamówienia przyjmowane są na drugą połowę 2016 roku.

## Wersje wyposażeniowe
- Concept Edition - wersja limitowana powstałą w liczbie 600 egzemplarzy[10]

Pojazd standardowo wyposażono m.in. w system Agile Handing Assist odpowiedzialny za utrzymanie właściwej linii jazdy.